# Bielsko (Pommeren)
Bielsko is een plaats in de Poolse woiwodschap Pommeren in het district Człuchów. Het dorp maakt deel uit van de gemeente Koczała en telt 471 inwoners.